# منتخب جنوب إفريقيا للكرة اللينة للرجال
منتخب جنوب أفريقيا للكرة اللينة للرجال (بالإنجليزية: South Africa men's national softball team)‏ هو ممثل جنوب أفريقيا الرسمي في المنافسات الدولية في الكرة اللينة .